# Запис храст код цркве (Пањевац)
Запис храст код цркве (Пањевац) се налази на парцели чији је власник Општина Деспотовац.

## Локација
| Општина             | Деспотовац                                                                  |
| Катастарска општина | Пањевац                                                                     |
| Потес               | Равно брдо                                                                  |
| Координате          | 44° 07′ 40″ С; 21° 31′ 40″ И / 44.127699999999997° С; 21.527799999999999° И |
| Надморска висина    | 316m                                                                        |

## Карактеристике
Дендрометријске вредности утврђене на терену и сателитским снимцима:
| Стабло                     | Храст |
| Висина стабла              | m     |
| Обим дебла                 | m     |
| Пречник крошње             | 2m    |
| Пречник дебла              | m     |
| Висина дебла до прве гране | m     |

## База записа
Запис је у оквиру Викимедија пројекта "Запис - Свето дрво" заведен под редним бројем 0418.